# 科尔贝勒
科尔贝勒（法語：Corbel，法語發音：[kɔʁbɛl]）是法国萨瓦省的一个市镇，属于尚贝里区。

## 地理
科尔贝勒（45°25'46"N, 5°49'31"E）面积10.31 平方千米，位于法国奥弗涅-罗讷-阿尔卑斯大区萨瓦省，该省份为法国东部省份，历史上为薩伏依的一部分，北起上萨瓦省，西接伊泽尔省和安省，南部和东部与上阿尔卑斯省和意大利接壤。
与科尔贝勒接壤的市镇（或旧市镇、城区）包括：吉耶河畔圣克里斯托夫、圣克里斯托夫、圣皮埃尔当特勒蒙。

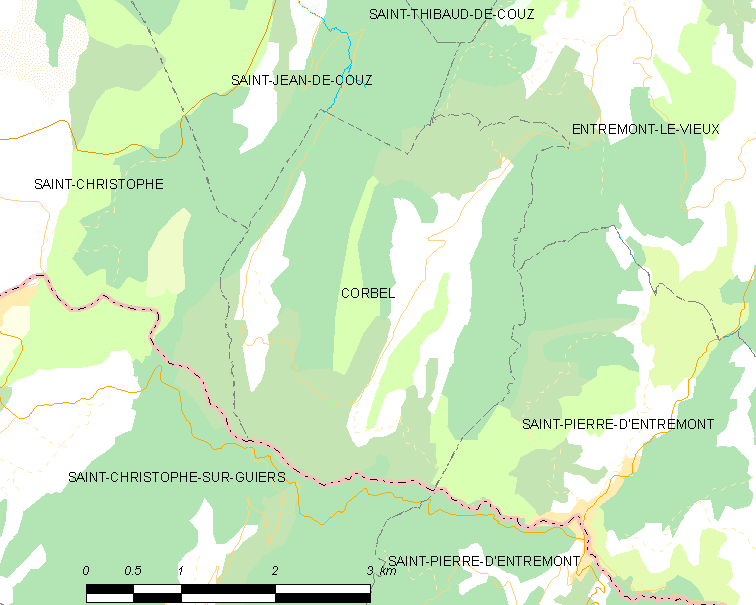
科尔贝勒的OSM定位图

科尔贝勒的时区为UTC+01:00、UTC+02:00（夏令时）。

## 行政
科尔贝勒的邮政编码为73160，INSEE市镇编码为73092。

## 政治
科尔贝勒所属的省级选区为勒蓬德博瓦桑县。

## 人口

1962-2008年间科尔贝勒人口变化图示

科尔贝勒于2022年1月1日时的人口数量为155人。